# Djigoue
Djigoue là một tổng thuộc tỉnh Poni ở phía nam Burkina Faso. Thủ phủ là thị xã Djigoue. Dân số năm 2006 là 20388 người.

## Các thị xã và làng xã
Babrora, Badora, Bawe-Bininbom, Bawe-Dara, Birira, Bourio-Gan, Djatakoro, Dompo, Donkua (Namyare), Filakora, Gongomboulo, Helintira, Kaleboukoura, Kankongno, Kankongo, Mampoura, Moulepo, Nahinena, N'donhira, Pokamboulo, Sarmassi-Gan, Sarmassi-Lobi, Terpo, Tiebon (Dimbo) và Tiwera.